# متى نلتقي (مسلسل)
منى نلتقي، مسلسل كويتي، إنتاج 2005.

## بطولة
غازي حسين

طيف

محروس حسن
```
(تاجر)
```

أحلام محمد

أميرة محمد

شيماء سبت

إبراهيم الزدجالي

ياسر العماري